# 館山航空基地

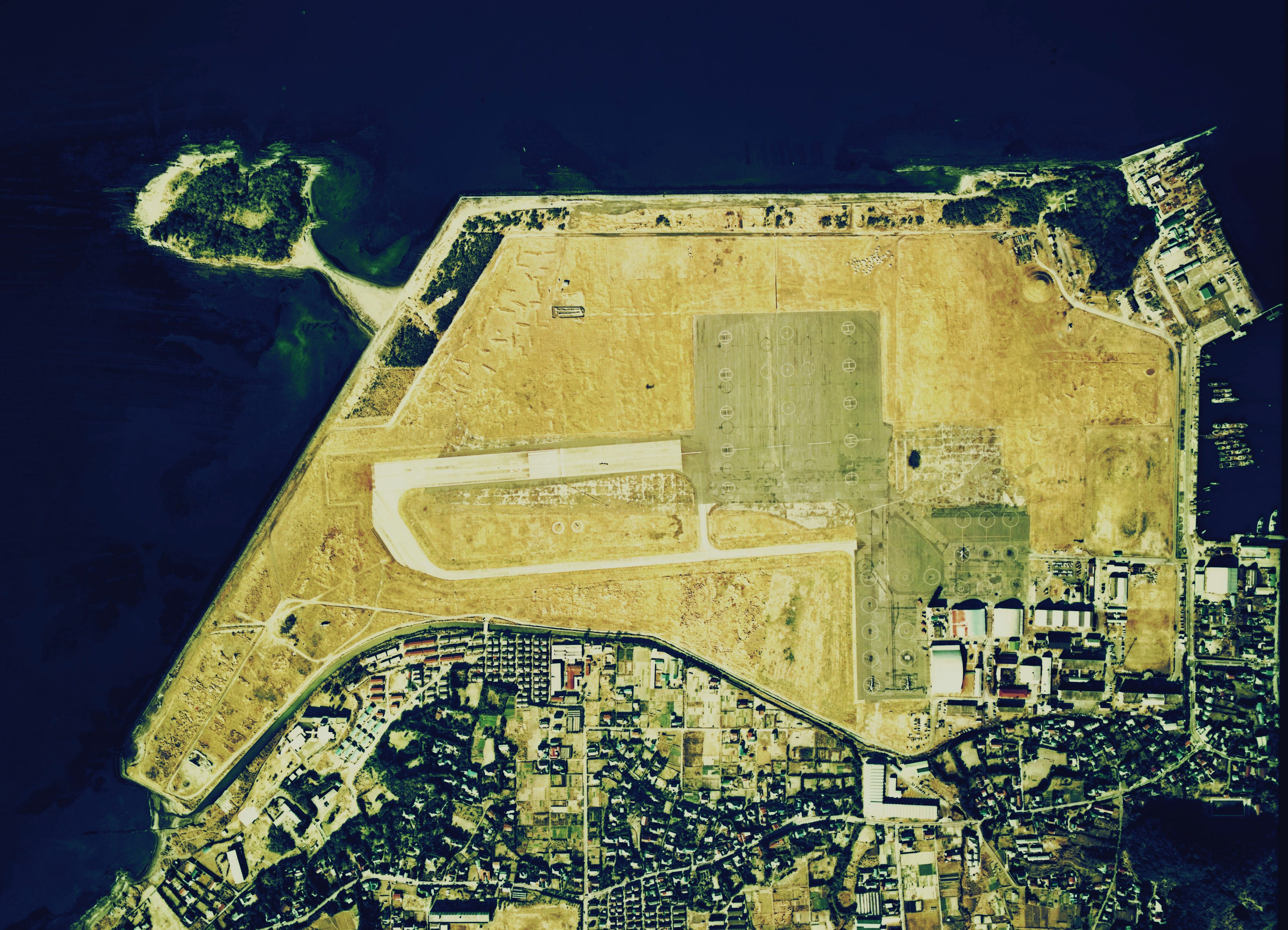
館山航空基地付近の空中写真。（1974年撮影）

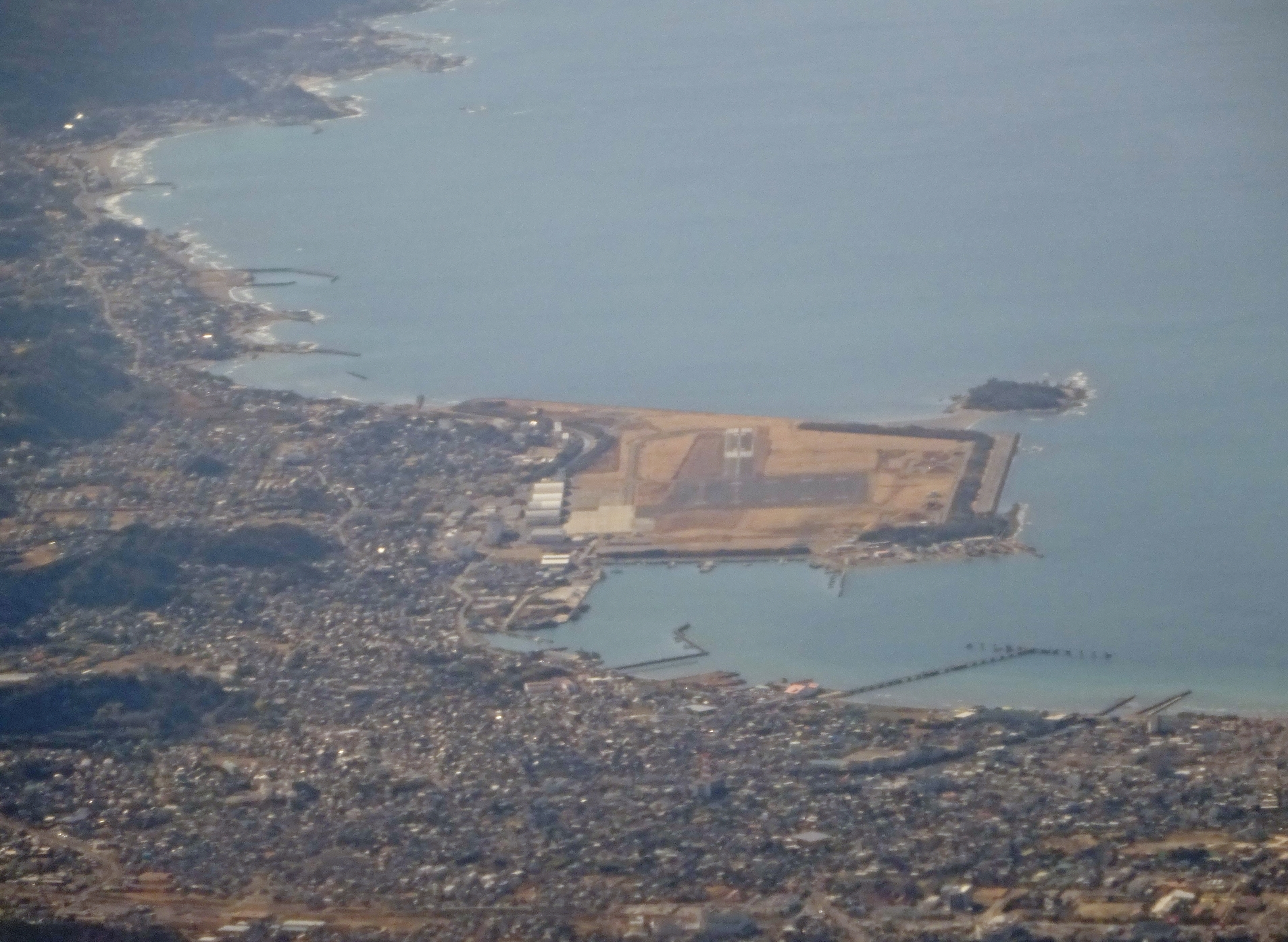
館山航空基地を空撮（2023年）

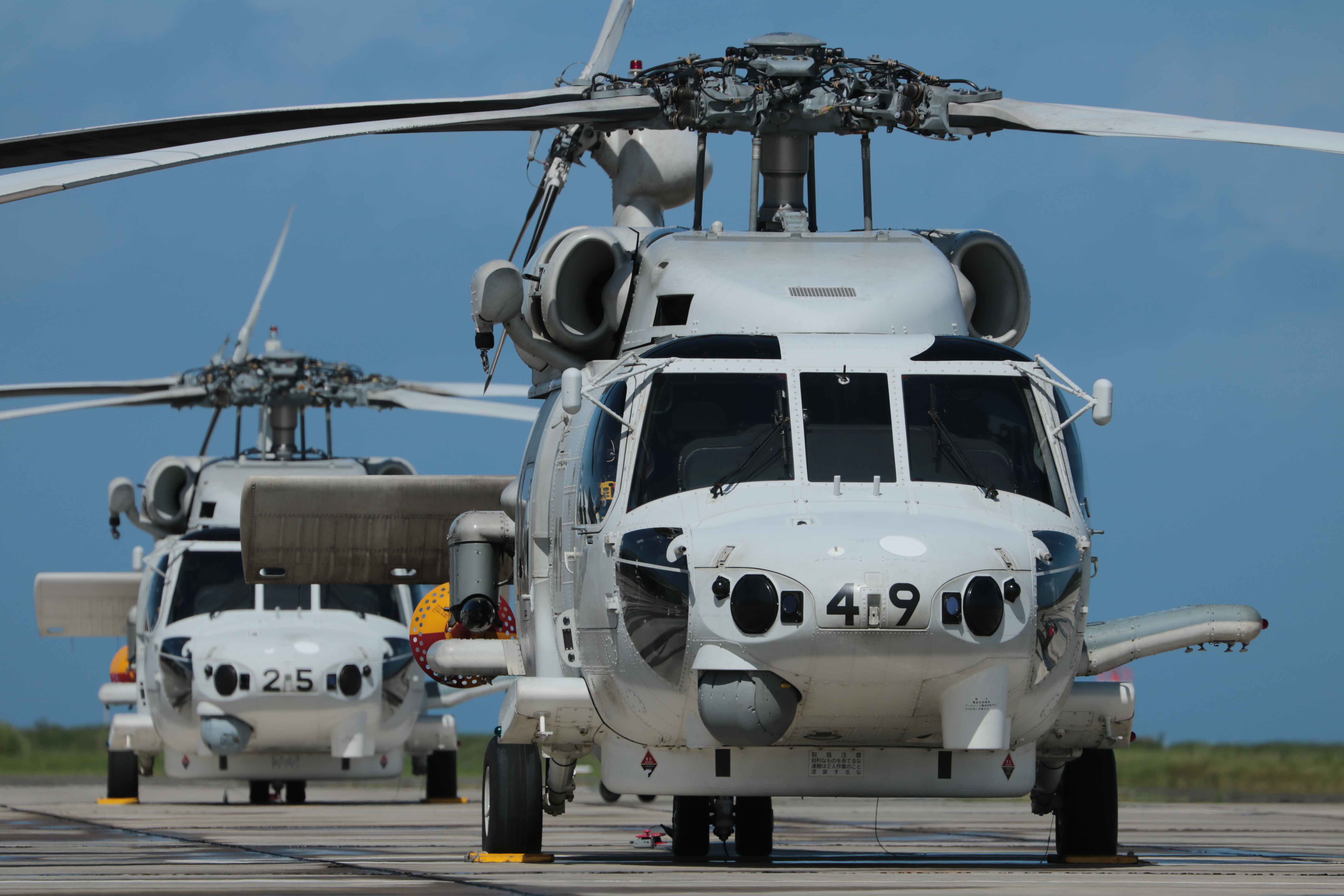
ヘリコプターフェスティバルInTATEYAMA 2019で体験搭乗機として運用されたSH-60K哨戒ヘリコプター（8449号機）と（8425号機）

館山航空基地（たてやまこうくうきち、JMSDF Tateyama Air Base）は、千葉県館山市に所在する海上自衛隊の軍用飛行場である。艦載哨戒ヘリSH-60Kを運用する第21航空群の航空基地となっている。

## 概要
館山航空基地は、もともと関東大震災によって隆起した浅瀬を旧海軍が埋め立てて飛行場を建設し、1930年（昭和5年）に館山海軍航空隊が置かれた。
東京湾の防備を担当する海軍航空部隊の重要基地であり、横須賀鎮守府に所属している艦載機や水上飛行機・飛行艇も運用されていた。基地周辺には、本土決戦に備えて多数の地下壕や掩体壕が建設され、現在も残っている。基地の近隣には赤山地下壕跡があり、見学可能な戦跡となっているほか、旧大日本帝国海軍の建造物は現在も司令部庁舎や国旗掲揚台として使用されており、基地専用の水源地も旧海軍が建設したものをそのまま使用している。基地の内外には、大日本帝国軍関係の石碑や史跡が数多く点在している。
太平洋戦争末期には特攻隊員もいて、当時このあたりに映画ロケに来ていた女優高峰秀子によれば、終戦の日の深夜12時頃には基地から海に向かって立て続けに飛行機が飛び立ち、それは暫く毎日続いたということで、高峰は飛行士らが自決するために飛び立ったものとしている。1945年（昭和20年）9月3日から、4日間アメリカ軍がスベリ地区から上陸して直接占領し、日本の本州で唯一の軍政が敷かれた（三布告#館山を参照）。
戦後、海上保安庁海上警備隊が保安庁警備隊に改編され、1953年（昭和28年）8月、館山海軍航空隊跡地にベル型ヘリコプターが配備されて操縦訓練を開始した。同年9月館山航空隊が開設され、海上航空再興の第一歩を印したことにより海上自衛隊航空部隊の発祥の地ともなった。
現在、基地には航空集団隷下の第21航空群司令部が所在し、当基地所在の第21航空隊のほか、第23航空隊（京都府舞鶴航空基地）、第25航空隊（青森県大湊航空基地）を隷下としており、護衛艦艦載ヘリコプター部隊の基地になっている。
また、海上保安庁の羽田基地所属ヘリも、離着陸訓練のため頻繁に使用する。ヘリコプター専用飛行場（ヘリポート）としては日本最大規模である。
かつては、「第101航空隊」による伊豆諸島での急患搬送が東京都から任されていたが、2008年（平成20年）に厚木航空基地・下総航空基地から救難ヘリコプターUH-60Jが移動し、救難任務を主体とする「第73航空隊」が新編された。第73航空隊は2018年（平成30年）4月2日に廃止され、第21航空隊第213飛行隊が急患輸送の任に当たっていた。2022年（令和4年）4月1日に第21航空隊の保有するUH-60Jが除籍され、第213飛行隊も廃止されたが、2023年（令和5年）11月中旬には第21航空隊に救難仕様のSH-60Kが配備された。
また、2009年（平成21年）以前は、砕氷艦（南極観測船）しらせ艦載ヘリ部隊「しらせ飛行科」の基地となっていた。しらせ輸送ヘリS-61Aは退役して基地内に85号機が記念展示されている。
館山航空基地の東側に隣接する館山港には海上自衛隊専用岸壁があり、横須賀基地の補助的な役割を担っている。
滑走路のタイトルバックで知られるテレビドラマ『Gメン'75』の撮影は、ここで行われた。
一般見学者用に基地内に史料館があり、山本五十六元帥の揮毫のプロペラや零戦の栄エンジンのセルモーター、二式小銃などが展示されている。見学には事前の予約が必要である。

## 歴史
- 1930年（昭和5年）6月1日：大日本帝国海軍横須賀鎮守府隷下の館山海軍航空隊が開設される。首都防衛の拠点として、海軍航空隊の艦上戦闘機、艦上攻撃機、水上偵察機部隊が置かれる。近くの洲崎にも海軍飛行場が存在していた。
- 1943年（昭和18年）12月15日：第九〇一海軍航空隊開隊
- 1944年（昭和19年）12月15日：第九〇三海軍航空隊開隊
- 1945年（昭和20年）
  - 8月31日：占領のためアメリカ海兵隊の先遣隊235名が上陸。
  - 9月3日：占領部隊の主力であるアメリカ陸軍第8軍第11軍団麾下第112騎兵連隊戦闘団約3,500名が上陸（司令官・カニンガム准将）。
- 1946年（昭和21年）2月：第112騎兵連隊戦闘団が撤退。
- 1948年（昭和23年）6月30日：千葉県立安房水産高等学校が当施設の一部を使用開始（1956年（昭和31年）5月18日まで）
- 1953年（昭和28年）
  - 7月15日：館山航空隊設立仮事務所開設
  - 8月6日：ベル型ヘリコプター領収開始
  - 9月16日：保安庁警備隊館山航空隊が新編（保安庁～海上自衛隊の航空部隊としては初の部隊）。
- 1955年（昭和30年）11月14日：第101～103飛行隊編成。
- 1958年（昭和33年）
  - 8月5日：飛行隊を第101、第151、第152飛行隊に改編。
  - 12月16日：館山術科教育隊開隊。
- 1960年（昭和35年）1月16日：第152飛行隊が廃止、館山航空隊教育部が発足。
- 1961年（昭和36年）9月1日：航空集団が新編され、館山航空隊が第21航空群に改編。

1. 第101飛行隊は「第101航空隊」に改編。
2. 第151飛行隊は「第211教育航空隊」に、館山航空隊教育部は「第221教育航空隊」に改編され教育航空集団隷下に編入。

- 1965年（昭和40年）4月1日：南極観測支援訓練飛行任務隊編成。
- 1968年（昭和43年）11月30日：第221教育航空隊が小月航空基地へ移転。
- 1973年（昭和48年）2月20日：「第121飛行隊」を新編。
- 1974年（昭和49年）
  - 2月16日：第211教育航空隊が鹿屋航空基地へ移転。
  - 11月27日：第121飛行隊が「第121航空隊」に改編。
- 1989年（平成元年）3月17日：「第124航空隊」として新編。
- 1998年（平成10年）3月20日：第124航空隊が「第123航空隊」に改称。
- 1999年（平成11年）3月23日：護衛艦「はるな」搭載の「第123航空隊」所属機が、能登半島沖不審船事件に出動。不審船をビデオ撮影して、防衛庁に電送。
- 2001年（平成13年）3月24日：舞鶴航空基地が開港。「舞鶴航空基地隊」、「舞鶴航空分遣隊」、「舞鶴整備補給分遣隊」が新編。
- 2008年（平成20年）
  - 3月26日：海上自衛隊体制移行による部隊再編。

  1. 第101航空隊、第121航空隊、第123航空隊を廃止、統合し「第21航空隊」に再編。
  2. 舞鶴航空分遣隊を「第23航空隊」に改編。
  3. 大湊地方隊隷下の大湊航空隊を編入し「第25航空隊」に改編。
  4. 救難を主体任務とする、「第73航空隊」を新編。
  5. 八戸航空基地八戸救難飛行隊を隷下に編入し「第73航空隊大湊航空分遣隊」に改編。
  6. 第4航空群隷下の硫黄島救難飛行隊を隷下に編入し「第73航空隊硫黄島航空分遣隊」に改編。

  - 10月15日：横須賀地方隊隷下「しらせ飛行科」所属の輸送ヘリコプターS-61A-1（8185号機）が最終飛行を行い退役。
- 2009年（平成21年）
  - 2月26日：第73航空隊UH-60J（8971号機）が、海上自衛隊の航空機としては、史上初めて、海上保安庁の巡視船に着船した。海上自衛隊と海上保安庁の合同捜索救難訓練の一コマであった。着船した巡視船の船名は「いず」。
  - 5月20日：横須賀地方隊隷下「しらせ飛行科」が岩国航空基地へ移動[8]。
- 2018年（平成30年）4月2日：第73航空隊が廃止。第21航空隊に「第213飛行隊」（救難飛行隊）が新編。
- 2022年（令和04年）
  - 3月1日：海上自衛隊警務隊の改編により、横須賀地方警務隊館山警務分遣隊が廃止[9]。
  - 4月1日：館山航空基地所在の第21航空隊が保有するUH-60Jが除籍され、第213飛行隊が廃止[5]。

## 配置部隊
- 第21航空群
  - 第21航空隊
    - 第211飛行隊：哨戒ヘリSH-60K約10機
    - 第212飛行隊：哨戒ヘリSH-60K約10機。

  - 第21整備補給隊
  - 館山航空基地隊
- 館山システム通信分遣隊

## 保存展示されていた航空機
※かつては以下の機体が展示されていたが維持保存に必要な予算と人員を確保出来ず、老朽化も進み安全面の問題からも全て解体撤去処分が行われており現在は皆無である。

### 回転翼機
- 対潜哨戒機 HSS-2B 8085号機（第124航空隊）
- 対潜哨戒機 SH-60J 8221号機
- 輸送機 S61A-1 8185号機（第101航空隊） ※「しらせ」飛行科（ただし、「しらせ」には8186,8187号機が派遣されることが多く、同機は予備機的な存在だった）

過去の展示機
- 対潜哨戒機 HSS-1N 8569号機（大村航空隊） ※HSS-1Nの最終号機。後のS-61A-1 8185号の場所に展示されていたが、屋外展示による老朽化に伴い、2003年に解体処分された。

### 固定翼機
- 練習機 KM-2 6259号機（第201航空隊）
- 練習機 B-65 6726号機（大村航空隊）

過去の展示機
- 練習機 SNB 6409号機（第202航空隊）